# Ferdinand Gregorovius
Ferdinand Adolf Gregorovius (19. ledna 1821 Neidenburg ve východním Prusku – 1. května 1891 Mnichov) byl německý historik, novinář a spisovatel. Po studiu teologie a získání doktorátu z filozofie na univerzitě v Královci se v roce 1852 ve věku 31 let přestěhoval do Itálie, kde žil jako soukromý učenec v Římě. V roce 1875 se vrátil do Německa a zbytek života strávil v Mnichově.
Gregoroviovy monumentální Dějiny města Říma ve středověku (Geschichte der Stadt Rom im Mittelalter, 1871), na kterých pracoval přes 18 let a pro něž prozkoumal četné archivy, jsou považovány za klasiku historiografie. Jeho Léta putování po Itálii (Wanderjahre in Italien), které vzešly z novinářské práce, jsou dodnes považovány po Goethově Italské cestě za druhé nejvýznamnější dílo co do vlivu na chápání Itálie Němci. Popisy cest v této knize obsažené patří z velké části k žánru historických popisů regionů, který Gregorovius založil svou knihou Korsika (Corsica, 1854). Napsal také Dějiny města Athén ve středověku (Geschichte der Stadt Athen im Mittelalter, 1889). Jeho biografie Lucrezia Borgia a její doba (Lucrezia Borgia und ihre Zeit), vydaná v roce 1871, je dodnes považována za standardní dílo. Gregorovius byl i básník, vydal Euforion. Báseň z Pompejí ve čtyřech zpěvech (Euphorion. Eine Dichtung aus Pompeji in vier Gesängen, 1858). Jeho deníky, vydané posmrtně, poskytují nejen pohled na jeho život a dílo, ale obsahují také komentáře k aktuálnímu politickému dění během risorgimenta. S několika tisíci dopisy zanechal Gregorovius i rozsáhlé epistolární dílo.
Gregorovius, který často čerpal motivaci ke své práci z pozorování, se považoval za spisovatele s uměleckými ambicemi. Po boku Theodora Mommsena a Leopolda von Rankeho dodnes patří k nejčtenějším německým historikům 19. století. Literární hodnota jeho historiografického díla je nesporná. Odborní historici Gregoroviuse dlouho odmítali jako údajného amatéra, ale uznání jeho práce již za jeho života se odráží v jeho členství v mnoha známých akademiích.